# Татарский Брод
Тата́рский Брод — деревня в Верховском районе Орловской области. Входит в состав Коньшинского сельского поселения.

## География
Деревня находится в северо-восточной части Орловской области на Среднерусской возвышенности.

### Часовой пояс
Деревня Татарский Брод, как и вся Орловская область, находится в часовой зоне МСК (московское время). Смещение применяемого времени относительно UTC составляет +3:00.

## Население
| 2010 |
| ---- |
| 1    |

### Национальный состав
Согласно результатам переписи 2002 года, в национальной структуре населения русские составляли 100 % из 3 чел.